# Терезе Йохауг
Терезе Йохауг (по правлата за предаване на имена от норвежки: Тересе Юхауг; на норвежки: Therese Johaug) е норвежка ски бегачка, олимпийски шампион и световен шампион. Родена е на 25 юни 1988 в Ос, Хедмарк. Йохауг се е състезавала за клубовете Tynset IF и IL Nansen.

## Спортна кариера
На Зимните олимпийски игри през 2010 г. във Ванкувър тя печели златен медал в щафетата 4 х 5 километра – жени, 6-а е в скиатлона двойно преследване на 15 километра (7,5 км класически стил и 7,5 км свободен стил) и 7-а в класическото бягане (масов старт) 30 км.
Йохауг печели първия си индивидуален златен медал на 30-километровия масов старт по време на Световното първенство през 2011 г., проведено в Осло. Тя също печели злато в щафетата 4 x 5 км, бронз на двойното преследване на 15 километра (7,5 км класически стил и 7,5 км свободен стил) и 4-то място в индивидуалния старт на 10 км.

## Олимпийски медали
- Шампион (3): 15 км скиатлон, 10 км класически стил и 4х5 км щафета - 2022 Пекин
- Шампион (1): 4х5 км щафета - 2010 Ванкувър
- Сребро (1): 30 км свободен стил - 2014 Сочи
- Бронз (1): 10 км класически стил - 2014 Сочи